# Copa Italia 2021-22 (rugby)
La Copa Italia de 2021-22 fue la 34.ª edición de la copa nacional de Italia.

## Desarrollo

### Grupo A
| Pos. | Equipo           | Encuentros | Encuentros | Encuentros | Encuentros | Tantos | Tantos | Tantos | PB | Puntos |
| Pos. | Equipo           | PJ         | PG         | PE         | PP         | F      | C      | Dif    | PB | Puntos |
| ---- | ---------------- | ---------- | ---------- | ---------- | ---------- | ------ | ------ | ------ | -- | ------ |
| 1.º  | Petrarca Padova  | 4          | 4          | 0          | 0          | 156    | 34     | +122   | 4  | 20     |
| 2.º  | Valorugby Emilia | 4          | 3          | 0          | 1          | 100    | 44     | +56    | 3  | 15     |
| 3.º  | Viadana          | 4          | 2          | 0          | 2          | 52     | 68     | -16    | 2  | 10     |
| 4.º  | Mogliano         | 4          | 1          | 0          | 3          | 47     | 127    | -80    | 1  | 5      |
| 5.º  | Rugby Lyons      | 4          | 0          | 0          | 4          | 42     | 125    | -82    | 0  | 0      |

### Grupo B
| Pos. | Equipo         | Encuentros | Encuentros | Encuentros | Encuentros | Tantos | Tantos | Tantos | PB | Puntos |
| Pos. | Equipo         | PJ         | PG         | PE         | PP         | F      | C      | Dif    | PB | Puntos |
| ---- | -------------- | ---------- | ---------- | ---------- | ---------- | ------ | ------ | ------ | -- | ------ |
| 1.º  | Fiamme Oro     | 4          | 2          | 2          | 0          | 123    | 69     | +54    | 3  | 15     |
| 2.º  | Calvisano      | 4          | 2          | 1          | 1          | 124    | 91     | +33    | 2  | 12     |
| 3.º  | Rovigo         | 4          | 2          | 1          | 1          | 95     | 87     | +8     | 2  | 12     |
| 4.º  | Colorno Rugby  | 4          | 2          | 0          | 2          | 117    | 122    | -5     | 2  | 10     |
| 5.º  | SS Lazio Rugby | 4          | 0          | 0          | 4          | 56     | 146    | -90    | 2  | 2      |

|  | Finalistas. |

### Final
| 16 de abril de 2022 | Petrarca Padova | 23 - 11 | Fiamme Oro |  |  |

| Bandera de Italia       |
| Campeón Petrarca Padova |
| Tercer título           |